# Cristian Ramírez
Cristian Ramírez (Santo Domingo, Ecuador, 1994. augusztus 12. –) ecuadori válogatott labdarúgó.
Erősségei közé tartozik gyorsasága, játékintelligenciája és jó cselezőkészsége, amik miatt a nemzetközi sajtó többször Roberto Carloséhoz hasonlította játékstílusát.

## Pályafutása

### Klubcsapatban
Gyermekként a CSCyD Brasilia utánpótlásában kezdett el futballozni, majd az Independiente del Valle korosztályos csapatához került.

#### Independiente
Az Independiente ifjúsági csapataiból 2011-ben felküzdötte magát az első csapatig, ahol 2012-ig 57 bajnoki mérkőzésen lépett pályára. Tehetségének köszönhetően a bajnokságban hamar hírnévre tett szert, egyes szakértők egyenesen a brazil Roberto Carloshoz hasonlították játékát. Csakhamar Európában is felfigyeltek rá, és a Borussia Dortmund mellett a Tottenham is megpróbálta leszerződtetni. A megegyezés azonban az érvényben lévő, 18 év alatti játékosok szerződtetésére vonatkozó UEFA-szabályok miatt meghiúsult.

#### Fortuna Düsseldorf
2013-ban a német másodosztályban szereplő Fortuna Düsseldorfhoz került, ahol azonban kevés játéklehetőséget kapott, és csakhamar kölcsön is adták.

#### 1. FC Nürnberg
Első kölcsönadására 2014 júniusában került sor, amikor az 1. FC Nürnberg csapatának tagja lett. A nürnbergieknél 16 alkalommal szerepelt bajnoki mérkőzésen.

#### Ferencváros
2015. január 28-án az OTP Bank Ligában szereplő Ferencváros labdarúgója lett. A szezon hátralévő részében 13 összecsapáson kapott lehetőséget, és ő élt is a lehetőséggel, olyannyira, hogy kölcsönszerződése lejárta után a zöld-fehérek végleg megvették a játékjogát. A 2015-16-os idényben meghatározó tagja volt a hazai porondon minden trófeát megnyerő Ferencvárosnak, 28 bajnokin 4 gólt is szerzett, bátran fellépve a támadásokhoz.

#### FK Krasznodar
Ramírez teljesítményére 2016 végén figyelt fel az orosz élvonalban szereplő FK Krasznodar, akik december közepén jelentették be hivatalos honlapjukon, hogy megszerezték az ecuadori válogatott játékjogát. A szerződést 2017. január 9-én írták alá.

#### Ferencváros
A 2023–24-es idényt megelőzően visszatért Magyarországra, miután újból aláírt a Ferencvároshoz. 2023. július 27-én góllal és gólpasszal segítette csapatát az ír Shamrock Rovers ellen 4–0-ra megnyert Konferencia Liga selejtező mérkőzésen. Második ferencvárosi időszakában két bajnoki címet nyert az együttessel, 2025 nyarán azonban közös megyegyezéssel szeerződést bontott a Ferencvárossal.

### Lokomotyiv Moszkva
2025. július 26-án két évre szóló szerződést írt alá az orosz élvonalbeli Lokomotyiv Moszkvához.

### A válogatottban
Kezdetben az U17-es válogatottnak is tagja volt, majd az U20-as csapatba is behívták. A 17 év alatti korosztállyal részt vett a 2011-es U17-es labdarúgó-világbajnokságon, az U20-asokkal pedig 6 mérkőzést játszott a dél-amerikai válogatottaknak rendezett bajnokságban.
A 2014-es labdarúgó-világbajnokságra készülő felnőtt válogatott keretébe is meghívót kapott, és 4 felkészülési mérkőzésen is pályára lépett, a vb-re utazó keretbe azonban nem került be. Részt vett a  2016-os Copa Americán, az amerikaiak elleni negyeddöntőben csereként lépett pályára.
Első válogatott gólját 2016. október 6-án szerezte a 2018-as világbajnokság selejtező sorozatában Chile ellen.

### Mérkőzései az ecuadori válogatottban
| #   | Dátum                | Ellenfél    | Eredmény | Kiírás                   | Esemény |
| --- | -------------------- | ----------- | -------- | ------------------------ | ------- |
| 1.  | 2013. november 20.   | Honduras    | 2 – 2    | barátságos mérkőzés      | 82'     |
| 2.  | 2014. március 5.     | Ausztrália  | 4 – 3    | barátságos mérkőzés      | 46'     |
| 3.  | 2014. szeptember 7.  | Bolívia     | 4 – 0    | barátságos mérkőzés      | 86'     |
| 4.  | 2014. október 14.    | El Salvador | 5 – 1    | barátságos mérkőzés      | 59'     |
| 5.  | 2016. május 25.      | USA         | 0 – 1    | barátságos mérkőzés      | 35'     |
| 6.  | 2016. június 16.     | USA         | 1 – 2    | Copa América negyeddöntő | 71'     |
| 7.  | 2016. október 6.     | Chile       | 2 – 0    | világbajnoki selejtező   | 23'     |
| 8.  | 2016. október 11.    | Bolívia     | 2 – 2    | világbajnoki selejtező   | 91'     |
| 9.  | 2017. június 8.      | Venezuela   | 1 – 1    | barátságos mérkőzés      |         |
| 10. | 2017. június 13.     | El Salvador | 3 – 0    | barátságos mérkőzés      | 82'     |
| 11. | 2017. augusztus 31.  | Brazília    | 0 – 2    | világbajnoki selejtező   |         |
| 12. | 2017. szeptember 5.  | Peru        | 1 – 2    | világbajnoki selejtező   |         |
| 13. | 2017. október 5.     | Chile       | 1 – 2    | világbajnoki selejtező   | 82'     |
| 14. | 2017. október 10.    | Argentína   | 1 – 3    | világbajnoki selejtező   |         |
| 15. | 2018. szeptember 8.  | Jamaica     | 2 – 0    | barátságos mérkőzés      |         |
| 16. | 2018. szeptember 12. | Guatemala   | 2 – 0    | barátságos mérkőzés      |         |
| 17. | 2018. október 12.    | Katar       | 3 – 4    | barátságos mérkőzés      |         |
| 18. | 2018. október 16.    | Omán        | 0 – 0    | barátságos mérkőzés      |         |
| 19. | 2019. június 9.      | Mexikó      | 2 – 3    | barátságos mérkőzés      | 54'     |
| 20. | 2019. június 21.     | Chile       | 1 – 2    | Copa América csoportkör  |         |
| 21. | 2019. június 24.     | Japán       | 1 – 1    | Copa América csoportkör  |         |
| 22. | 2024. október 10.    | Paraguay    | 0 – 0    | világbajnoki selejtező   | 77'     |

## Sikerei, díjai

### Klubcsapatokkal
Ferencváros
- Magyar bajnok (3): 2015–16, 2023–24, 2024–25[21]
- Magyar ligakupa-győztes (1): 2015
- Magyar első osztály-ezüstérmes (1): 2015
- Magyar szuperkupa-győztes (1): 2015, 2016
- Magyar kupagyőztes (3): 2015, 2016, 2017
- Magyar kupa ezüstérmes (2): 2024,[22] 2025

 Krasznodar
- Orosz kupa-ezüstérmes: 2023